# Pogona (rodzaj)
Pogona – rodzaj jaszczurek z podrodziny Amphibolurinae w rodzinie agamowatych (Agamidae).

## Zasięg występowania
Rodzaj obejmuje gatunki występujące w Australii (Australijskie Terytorium Stołeczne, Nowa Południowa Walia, Terytorium Północne, Queensland (w tym Wielka Wyspa Piaszczysta), Australia Południowa (w tym Wyspa Kangura), Wiktoria i Australia Zachodnia).

## Systematyka

### Etymologia
- Pogona: gr. πωγων pōgōn, πωγωνος pōgōnos „broda”[6].
- Uxoriousauria: łac. uxorious „bardzo oddany i uległy swojej żonie”, od uxorius „odnoszący się do żony”, od uxor, uxoris „żona”; gr. σαυρος sauros „jaszczurka”; w aluzji do zachowań godowych tej jaszczurki[3]. Gatunek typowy: Amphibolurus barbatus microlepidotus Glauert, 1952.

### Podział systematyczny
Do rodzaju należą następujące gatunki:
- Pogona barbata (Cuvier, 1829) – brodatogama brodata
- Pogona henrylawsoni Wells & Wellington, 1985
- Pogona microlepidota (Glauert, 1952)
- Pogona minor (Sternfeld, 1919)
- Pogona nullarbor (Badham, 1976)
- Pogona vitticeps (Ahl, 1926)